# Kalistat Lund

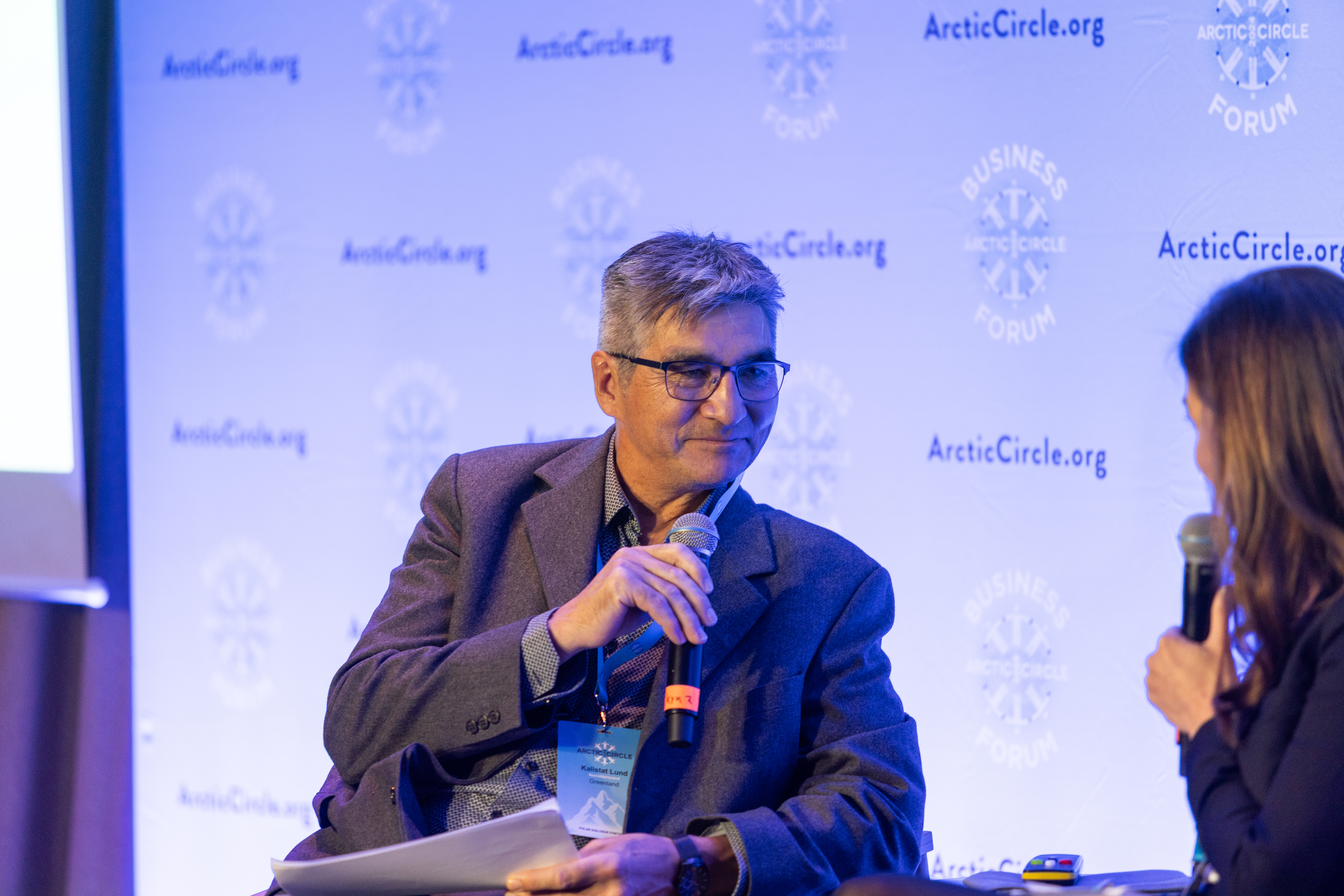
Kalistat Lund an der Versammlung der Organisation Arctic Circle in Reykjavík, 2024

Kalistat Lund (* 8. Mai 1959) ist ein grönländischer Politiker (Inuit Ataqatigiit).

## Leben
Kalistat Lund ist der Sohn des Schafzüchters Christian Adolf „Dolfe“ Lund (1912–2010) und seiner Frau Marie-Kathrine Lund († 1991). Über seinen Vater ist er ein Enkel des Dichters Henrik Lund (1875–1948) uns seiner Frau Karoline Malene Justine Haldora Egede (1877–1979). Seine Großmutter und sein Vater gehören zu den ältesten Grönländern jemals. Seine ältere Schwester ist Augusta Salling (* 1954). Mit seiner Frau Ivalo Egede Lund hat Kalistat Lund drei Kinder, darunter die Politikerin Paarma Lund Kreutzmann (* 1984).
Kalistat Lund besuchte ab 1966 die Folkeskole in Qassiarsuk. Anschließend war er ein Jahr in Dänemark und besuchte dann bis 1978 die Realschule in Narsaq, bevor er 1980 in Nuuk das Höhere Vorbereitungsexamen erhielt. Er arbeitete anschließend als Helfer am Flughafen Narsarsuaq, wo er in Kontakt mit der Luftfahrt kam. 1982 begann er eine Ausbildung zum Flugzeugmechaniker, die er 1986 abschloss. 1988 schloss er eine Ausbildung zum Piloten ab. Von 1991 bis 2020 war er als Hubschrauberpilot tätig.
Kalistat Lund wurde 1978 Mitglied der Siumut. Von 1997 bis 2001 war er Bürgermeister der Gemeinde Narsaq. Landesweit kandidierte er erstmals bei der Parlamentswahl 2002 und erreichte den dritten Nachrückerplatz der Siumut, von wo aus er 2003 und ab April 2004 eine Zeitlang im Inatsisartut saß, bevor er im April 2005 ausschied, weil Jørgen Wæver Johansen seinen Parlamentssitz einnahm. Er war auch Vorsitzender der Selvstyrekommission, musste aber zurücktreten, weil er bei der Parlamentswahl 2005 keinen Sitz erreichen konnte. Vom sechsten Nachrückerplatz aus war er im Januar 2008 für einen Tag Parlamentsmitglied. Bei der Kommunalwahl 2008 zog er in den Rat der neuen Kommune Kujalleq ein. 2013 verließ er die Siumut und wurde Mitglied der Inuit Ataqatigiit. Für diese zog er bei der Parlamentswahl im selben Jahr ins Inatsisartut ein und konnte seinen Sitz bei der Wahl 2014 verteidigen. Im April 2017 trat er aus dem Parlament aus, um sich auf seinen Beruf als Helikopterpilot konzentrieren zu können. 2018 trat er folglich nicht mehr an. Nach seinem Karriereende als Pilot 2020 kandidierte er bei der Parlamentswahl 2021 und wurde wieder ins Inatsisartut gewählt und anschließend zum Minister für Landwirtschaft, Selbstversorgung, Energie und Umwelt im Kabinett Egede I ernannt. Im April 2022 erhielt er im Kabinett Egede II dieselben Ressorts. Er beschloss nicht mehr bei der Wahl 2025 antreten zu wollen und beendete somit seine politische Karriere.